# Polycyathus octuplus
Espèce
Statut CITES
Polycyathus octuplus est une espèce de coraux appartenant à la famille des Caryophylliidae.